# Tuyến ức
Tuyến ức nằm ở trong lồng ngực, phía sau xương ức, thuộc trung thất trước trên, trải dài từ phía dưới cổ họng đến trước tim. Khối lượng tuyến ức khoảng 10-15g ở trẻ sơ sinh, ở lứa tuổi trưởng thành tuyến ức nặng khoảng 25-35g. Khi về già, tuyến ức sẽ bị thoái triển thành mô liên kết hoặc khối mỡ.

## Chức năng
Tuyến ức là cơ quan quan trọng để tạo ra hệ miễn dịch. Tuyến ức có chức năng làm biến đổi tế bào miễn dịch lympho T từ dạng tế bào non thành tế bào trưởng thành và có chức năng miễn dịch.

## Cấu tạo

Anterior view of chest showing location and size of adult thymus

Tuyến ức nằm ở trung thất trước và trên, gồm có 2 thùy hình tháp có đáy nằm tựa lên màng ngoài tim và đỉnh kéo dài đến phần dưới của cổ.
Ở trẻ sơ sinh, tuyến ức dài khoảng 5 cm, rộng 3 cm và dày 1 cm, có trọng lượng khoảng 10g. Tuyến ức có mật độ mềm, màu xám nhạt ở trẻ em và trở thành màu vàng ở người trưởng thành do có nhiều tế bào mỡ.

### Tiểu thùy tuyến ức
Mỗi tiểu thùy được bao bọc bên ngoài bằng lớp vỏ bao liên kết mỏng. Từ mặt trong của lớp vỏ bao này có nhiều vách liên kết tỏa vào trong nhu mô của tuyến ức và phân chia thành nhiều tiểu thùy.
Tiểu thùy có hình đa diện không đều kích thước thay đổi từ 0,5-2mm. Khung của tiểu thùy là một mạng lưới do các tế bào lưới biểu mô tạo thành, chen vào mạng lưới là các tế bào tuyến ức.
Do sự phân bố của các tế bào mà tuyến ức được phân thành hai vùng: vùng ngoại vi sẫm màu (còn gọi là ngoại vi tối) hay vùng vỏ và vùng trung tâm sáng màu (còn gọi là trung tâm sáng). Tiểu thùy được xem là một đơn vị hình thái và chức năng của tuyến ức.

### Vùng vỏ
Lưới biểu mô không nhiều. Tế bào lưới là những tế bào hình sao lớn có nhánh bào tương dài và nhánh liên kết với các nhánh bào tương của các tế bào lưới khác bằng những liên kết tế bào. Bào tương tế bào lưới có nhiều hạt chế tiết có thể có vai trò trong kích thích sự biệt hóa của các lympho bào.
Các mao mạch trong tuyến ức (xuất phát từ các nhánh động mạch ở vách liên kết gian tiểu thùy) được lợp bởi tế bào nội mô không có lỗ thủng nằm tựa trên màng đáy liên tục và tương đối dày.
Nổi bật nhất của vùng vỏ là sự tập trung dày đặc của các tế bào lympho nhỏ, còn gọi là tế bào tuyến ức. Ngoài ra còn có một tỉ lệ nhỏ các lympho bào lớn có khuynh hướng tập trung ở lớp ngoại vi vùng vỏ và một số ít các đại thực bào.
Các lympho bào trong tuyến ức có nguồn gốc từ tủy xương sau đó được đưa đến tuyến ức để biệt hóa thành lympho bào T có chức năng miễn dịch còn gọi là lympho bào T phụ thuộc tuyến ức. Lympho bào T theo tuần hoàn máu để đến các cơ quan bạch huyết ngoại vi để cư trú và thực hiện chức năng miễn dịch tại đó.
Các tế bào tuyến ức ở vùng vỏ được ngăn cách với máu trong hệ tuần hoàn nhờ một hàng rào được gọi là hàng rào máu - tuyến ức. Hàng rào này được tạo thành do các thành phần như sau: tế bào nội mô mao mạch, màng đáy của tế bào nội mô, bào tương tế bào lưới biểu mô và các đại thực bào. Hàng rào này có tác dụng ngăn chặn sự xâm nhập của các kháng nguyên (lưu hành trong máu tuần hoàn) xâm nhập vào vùng vỏ.

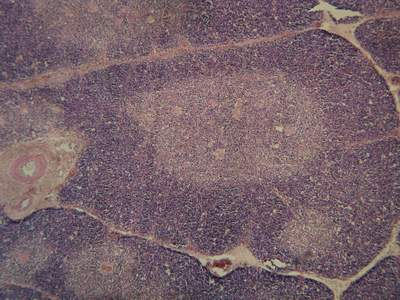
Mô học tuyến ức

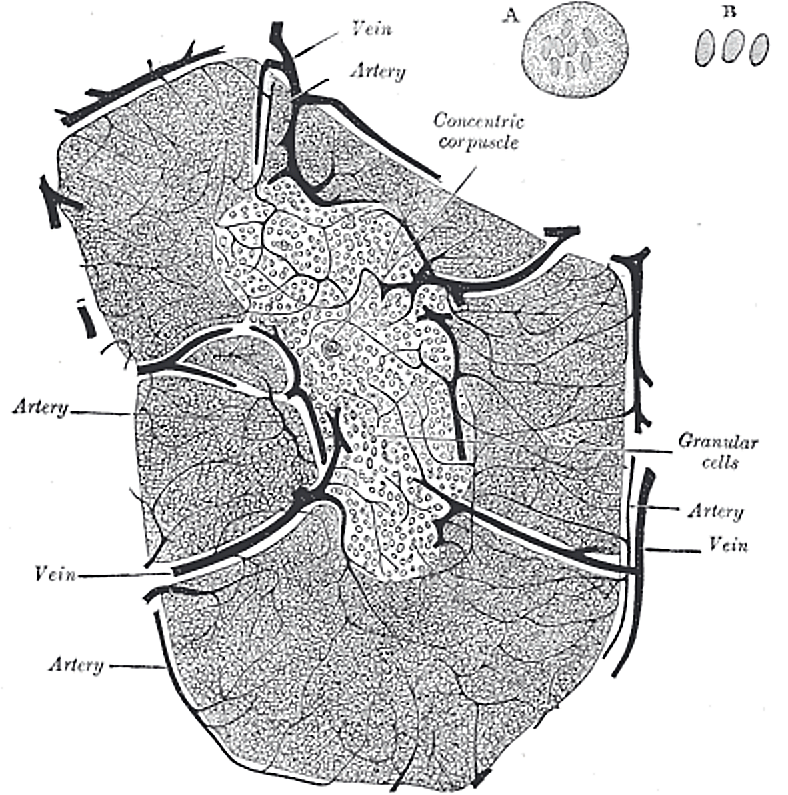
Cấu trúc hiển vi của tuyến ức

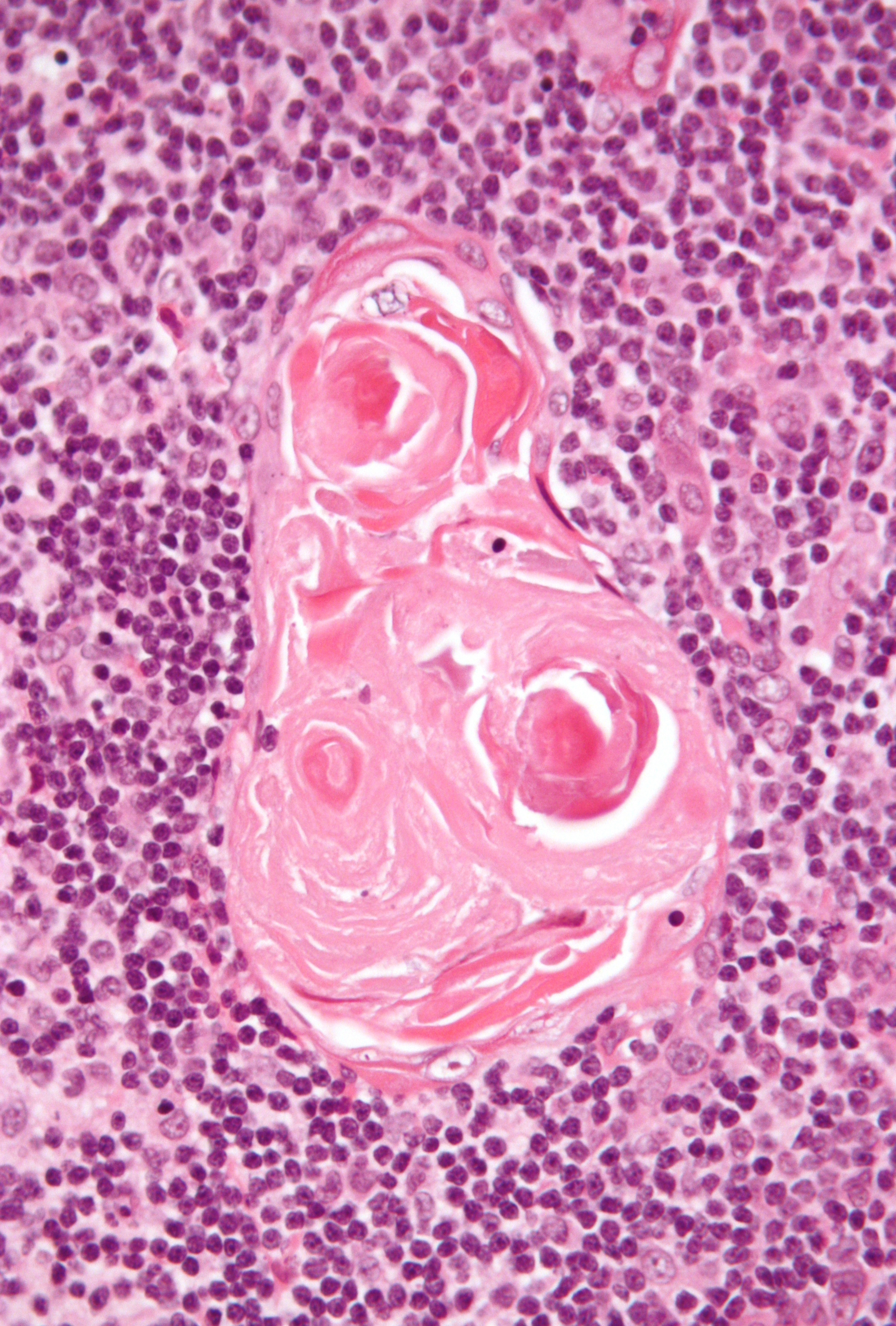
Tiểu thể Hassall, nhuộm H&E

### Vùng tủy
Có mật độ tế bào tuyến ức thưa hơn vùng vỏ, có thành phần chủ yếu là nguyên bào lympho và tế bào lưới biểu mô. Đại thực bào rất ít.
Vùng tủy không có hàng rào máu - tuyến ức như ở vùng vỏ mặc dù có tế bào lưới biểu mô nhiều hơn vùng vỏ. Các tế bào lưới biểu mô bị thoái hóa dần và chết tạo thành những cấu trúc đặc biệt, đó là những tiểu thể Hassall hay tiểu thể Thymus. Tiểu thể Hassall có đường kính thay đổi từ 30 - 150m, do nhiều lớp tế bào lưới biểu mô thoái hóa xếp thành nhiều vùng đồng tâm.

## Mô sinh lý học
Tuyến ức là cơ quan trung ương của quá trình tạo lympho bào và miễn dịch. Tuyến ức cần thiết cho sự phát triển và biệt hoá của lympho bào T. Các tiền lympho T từ tủy tạo huyết theo dòng máu đến tuyến ức ở vùng vỏ và sinh sản tích cực để tạo ra một loạt các tế bào lympho nhỏ tập trung ở lớp sâu của vùng vỏ, ở đó xảy ra sự biệt hóa không phụ thuộc vào kháng nguyên, vì vậy chưa có khả năng tham gia vào phản ứng miễn dịch. Phần lớn (70%) các tế bào lympho nhỏ được sinh ra sẽ chết sau vài ngày và bị các đại thực bào tiêu hủy. Số tế bào lympho nhỏ còn lại vào vùng tủy tuyến ức và lưu lại đây khoảng 2-3 tuần. Sau đó các tiền lympho sẽ xuyên qua thành các tĩnh mạch vào tuần hoàn máu để sau đó vào vùng tủy hoặc sau khi rời tuyến ức, tiếp xúc với kháng nguyên, chúng biến thành các loại lympho T khác nhau: T killer/cytotoxic (T gây độc tế bào), T helper (T trợ giúp), T suppressor (T ức chế) đảm nhận các chức năng miễn dịch tế bào và hỗ trợ trong đáp ứng miễn dịch thể dịch. Các tế bào lympho T tiếp tục di chuyển vào lách, hạch bạch huyết và các nang lympho, tạo thành vùng phụ thuộc tuyến ức. Lympho bào T luôn di chuyển theo dòng máu qua lại giữa tuyến ức và các cơ quan tạo huyết ngoại vi. Các tế bào này có thể trở lại tuyến ức nhưng không bao giờ vào vùng vỏ của tuyến ức.
Tế bào lưới biểu mô tuyến ức có khả năng tổng hợp và chế tiết một số peptid được coi là những hormon của tuyến ức, trong đó có thymulin. Thymulin chịu trách nhiệm đối với sự biệt hoá và tăng sinh các dòng của lympho bào T.
Sau tuổi dậy thì, tuyến ức bắt đầu thoái hoá sinh lý. Quá trình này biểu hiện ở sự giảm sản xuất lympho bào, vùng vỏ tuyến ức mỏng dần, một số vùng trong nhu mô bị thay thế bởi mô mỡ.

## Hình ảnh

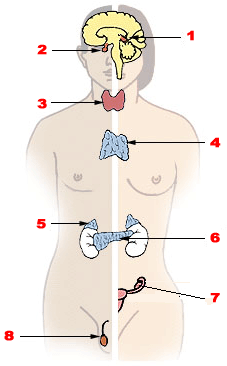
Tuyến nội tiết (Tuyến ức là số 4)
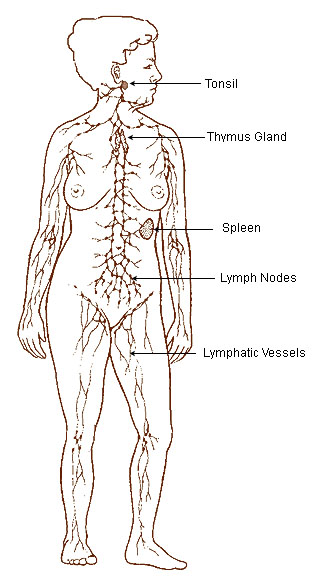
Hệ bạch huyết
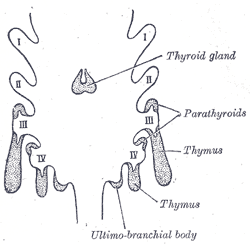
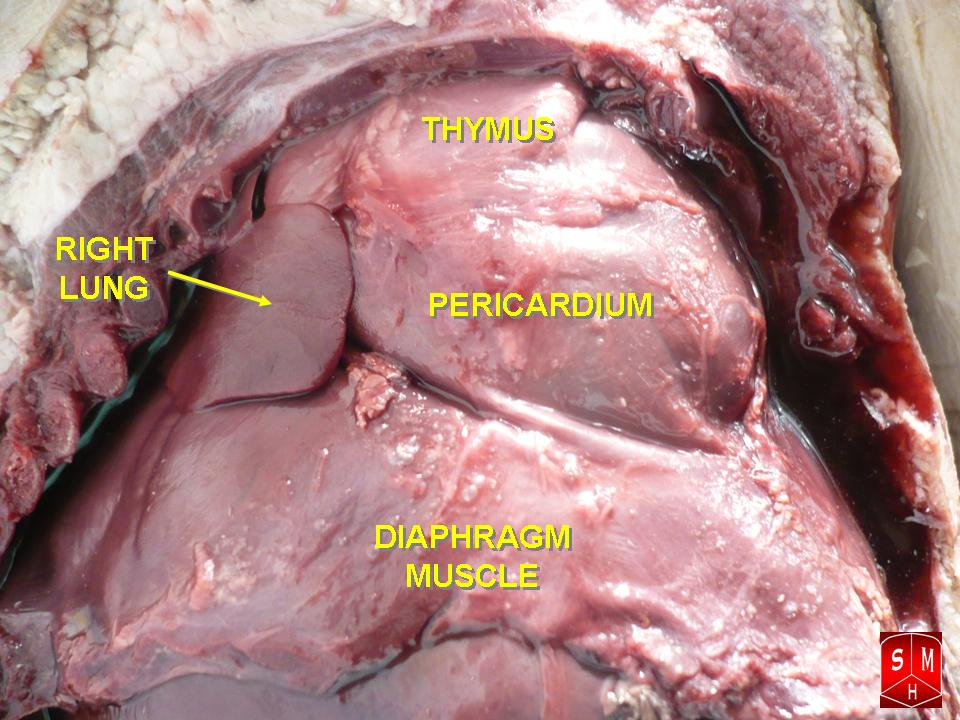
Tuyến ức của động vật

## Lịch sử
Tuyến ức được biết đến ở Hy Lạp cổ đại, và tên của nó xuất phát từ tiếng Hy Lạp θυμός từ (thumos), có nghĩa là "sự giận dữ", hay "trái tim, tâm hồn, mong muốn, cuộc sống", có thể là vì vị trí của nó trong lồng ngực, gần nơi cảm xúc được cảm nhận chủ quan; hoặc khác tên xuất phát từ các loại thảo dược thyme (cũng trong θύμος Hy Lạp hoặc θυμάρι), mà đã trở thành tên gọi của một "nốt sần cục u", có thể là do sự tương đồng của nó với một bó cỏ xạ hương.
Ngoài ra, tuyến ức giống với hình dạng của chữ "T." Đây cũng có thể là một khả năng về nguồn gốc của tên của các cơ quan.
Galen là người đầu tiên cho rằng kích thước cơ quan thay đổi theo thời gian của một người.
Do số lượng lớn các apoptosis tế bào lympho, tuyến ức ban đầu được cho rằng nó như một "mồ chôn tế bào lympho", không quan trọng chức năng. Tầm quan trọng của tuyến ức trong hệ thống miễn dịch được phát hiện vào năm 1961 bởi Jacques Miller, bằng phẫu thuật cắt bỏ tuyến ức từ những con chuột già cùng một ngày, và quan sát sự thiếu hụt tiếp theo trong một quần thể tế bào lympho, sau đó đặt tên là T-tế bào sau khi cơ quan xuất xứ của họ. Gần đây, những tiến bộ trong miễn dịch học cho phép hiểu rõ hơn các chức năng của tuyến ức, đặc biệt là của tế bào lympho T.